# Paesaggio carsico della Cina meridionale
Il paesaggio carsico della Cina meridionale è un sito inserito nel 2007 nell'elenco dei Patrimoni dell'umanità dell'UNESCO; esso si trova nelle province cinesi di Guangxi, Guizhou e Yunnan.
Questa regione è particolarmente ricca in termini di biodiversità e di paesaggi disegnati da un'intensa attività carsica.